# Niquelândia
Niquelândia é um município brasileiro do estado de Goiás. Sua população, de acordo com o Censo 2022 do Instituto Brasileiro de Geografia e Estatística (IBGE), era de 34.964 habitantes. Sua área é de 9.846,293 km², sendo o maior município goiano em território.

## História
Fundada em 1735 por Manuel Rodrigues Tomar e Antônio de Sousa Bastos, que saíram do Arraial da Meia Ponte (atual Pirenópolis), para desbravar em buscas de riquezas no norte goiano, primeiro chegaram ao atual Trairás (também conhecido como Tupiraçaba), onde encontraram ouro de aluvial, ali fundaram uma vila que perdurou por anos em grande desenvolvimento chegou a ser uma das vilas mais desenvolvidas de Goiás, e foi por um dia a capital do império brasileiro e até hoje possui construções históricas que precisam ser rapidamente restauradas.
Em 1755, funda-se o povoado de São José do Tocantins, distrito de Trairás, que cresce as margens do Rio Bacalhau (Bacalhau é o nome de um instrumento que, durante a escravidão, servia para a torturar os negros no tronco. A maioia era feito de ferro, mas havia alguns que eram como os chicotes convencionas, porém tinha três pontas cortantes, o rio recebeu esse nome por que os escravos eram torturados na margem do rio com esse instrumento de tortura), onde logo fundaram a igreja de São José, a popular Matriz. A cidade cresce e começa e construir casas ao largo da matriz e começam a existir ruas: Rua Direita, Rua da Saudade e Avenida do Cemitério e o Contorno da Matriz.
Em 1833 o povoado passa a categoria de município desmembrado do antigo município de Traíras.
Em 1903/1904, o geólogo brasileiro Freimund Heinrich Brockes (nascido em Blumenau/SC em 30 de outubro de 1880, faleceu em 3 de novembro de 1966 em Goiânia/GO) à procura de minérios de valor comercial na região, encontrou amostras na Serra da Jacuba que depois de analisadas em laboratórios, mostrou ser de minério de níquel.
Em 1932 com a participação de outros sócios da região de Blumenau/SC fundou a Companhia Níquel Tocantins, que mais tarde foi vendida a um grupo americano.
A descoberta fez com que a vila crescesse rapidamente, em população e riqueza. Em homenagem ao minério que lhe deu riqueza e fama, São José do Tocantins passa a se chamar Niquelândia, alterado, pelo decreto-lei estadual, nº 8305, de 31 de outubro de 1938.
Em 1975, pela distância da sede do município o distrito de Mimoso de Goiás é desmembrado de Niquelândia e anexado por Padre Bernardo, sendo assim a cidade perde 1.386,910 km² da sua área.

## Geografia
Atualmente, o município de Niquelândia, com cerca de 9.843,247 km², é o maior município de Goiás. O município possui uma das maiores reservas de níquel do mundo, explorada por duas grandes mineradoras: Votorantim Metais, do Grupo Votorantim e a Anglo American, do Grupo Anglo American.
A população residente, de acordo com a estimativa do IBGE em 2014, era de 44 895 habitantes residentes na cidade de Niquelândia, com uma representação política em 2006 de 29.664 eleitores, e uma taxa média anual de crescimento na casa de 2,45%.

## Economia
A economia é voltada para a mineração, e o município (como já se espera, pelo nome) é o maior produtor de níquel do estado e um dos maiores do mundo, dividida em duas distintas empresas: A Votorantim Metais do Grupo Votorantim e a Anglo American pertencente ao grupo de mesmo nome.
São 120 minérios explorados, sendo que entre os principais, além do níquel e subprodutos, estão também: o ouro, o cobre, o cobalto, a mica, o ferro, o manganês, o cristal, o amianto, o diamante, o quartzo, o calcário, o mármore, até o urânio e outros minerais radioativos.
Também existe na região o turismo que é voltado principalmente ao Lago Serra da Mesa, turismo histórico, carnaval (que atrai nessa época turistas), conta-se também com a Cavalgada Rumo ao Muquém.
Na pecuária, destaca-se o gado leiteiro e de corte, e uma alta produção na suinocultura, piscicultura, avicultura e apicultura.

## Demografia
Em 2010, a densidade populacional foi de 4,30 hab/km², com a população total de Niquelândia de 42.361 habitantes. A população cresceu bastante, entre 1991 e 2000 a taxa de crescimento geométrico foi -0,61.%. Houve uma diminuição de -2,41.% entre 1991 e 1996, mas, em seguida, a população recuperou. A taxa de crescimento da população é fortemente influenciado pela indústria mineradora.

### IDH
Ranking no IDH
- Longevidade: 68,04
- Taxa de alfabetização para adultos: 0,823
- Taxa de freqüência escolar: 0,864
- IDH: 0,740
- Ranking Estadual: 105 (num total de 242 municípios)
- Ranking Nacional: 2160 (5507)

Dados de 2000

## Administração

### Distritos
- Indaianópolis 37 km
- Muquém 45 km
- Tupiraçaba (Traíras) 12 km
- Vila Taveira (Faz Tudo) 45 km
- Quebra-Linha 72 km
- Acaba Vida 57 km
- Buriti Alto

### Subdivisões
Niquelândia é atualmente divida em 34 bairros, tendo quase todas as vias públicas com pavimentação asfáltica.

## Urbanização
Niquelândia tem 80% das ruas pavimentadas, e apenas 10% do esgoto coletado centrado no setor Belo Horizonte e Centro. Praticamente todas as ruas são iluminadas e são quase 100% de casas com energia elétrica e água encanada.
A estrutura de concreto mais alta da cidade é a torre da Igreja Matriz.

## Geografia
Niquelândia possui uma altitude que varia de 550 a 660 metros. Nas áreas mais elevadas, como morros e montanhas, a altitude pode variar de 700 metros a 1400 metros (nos pontos extremos como picos).
O município de Niquelândia possui 9.847 km², o maior do estado de Goiás, cobertos de montanhas e vales, num perfeito trabalho da natureza, constituindo-se num paraíso ecológico de pura beleza, seu ecossistema é o cerrado, garantindo-lhe uma excelente produção agrícola. A quase totalidade de suas terras são agricultáveis e o farto manancial de águas faz com que se desenvolva grandes lavouras irrigadas, aumentando sensivelmente a sua produtividade.
Clima
Niquelândia possui um clima quente e seco no inverno e quente e úmido no verão. No inverno, as temperaturas mínimas podem alcançar os 15 °C, 14 °C e as máximas, aproximarem-se dos 30 °C.
A menor temperatura possivelmente teria ocorrido em 1975, mas não há registros que confirmem tal fato. Mas de acordo com relatos de registros de temperatura de outras cidades próximas, as mínimas em Niquelândia, nessa época, deveriam ter ficado entre 7 °C e 10 °C. No verão há ocorrências de chuvas constantes que podem durar três dias seguidos (isso devido à umidade amazônica). Há pouca amplitude térmica durante o ano.
- Temperaturas típicas de um dia de outono: mín. 18 °C/máx.28 °C;
- Temperaturas típicas de um dia de inverno: mín. 15 °C/máx.30 °C;
- Temperaturas típicas de um dia de primavera: mín. 25 °C/máx.36 °C;
- Temperaturas típicas de um dia de verão: mín. 23 °C/máx.28 °C.

Hidrografia
Dentro da Bacia Hidrográfica Tocantins - Araguaia, Niquelândia tem abundancia em água, é riquíssima em mananciais e córregos totalizando mais de 100. Tem rios de grande porte como: o Trairás e o Maranhão.
Vegetação
A vegetação de Niquelândia são de árvores arbustista típicas do Cerrado goiano, são árvores baixas de galhos retorcidos, casca grossa e as folhas são espessas para evitar a transpiração, com arbustos altos e raízes muito profundas, para que durante a estação seca possam buscar água no lençol freático, na maioria das vezes maiores do que as próprias árvores.
Fauna
A fauna de Niquelândia são os animais típicos do cerrado brasileiro, como: onças, veados, emas, lobos-guará entre outros animais. Também é rica em peixes destacando o tucunaré e a traíra.
Geologia
O terreno que abriga Niquelândia é da era pré-cambriana, com muitas serras, vales, montanhas e por esse motivo rico em minérios como o níquel. Há também muitas terras cultiváveis e muitas pedreiras espalhadas pelo município.

## Educação
Em 2004, o sistema escolar tem 23 pré-escolas primárias (17 públicas), com uma matrícula de 1485, 27 escolas primárias e com matrícula de 8832, 9 escolas secundárias (3 público), com uma matrícula de 2553. Há um campus da Universidade Estadual de Goiás. A taxa de alfabetização para adultos foi de 84,4% em 2000.
Há ainda uma Unidade Integrada SESI SENAI, que leva o nome da cidade, onde são oferecidos desde educação infantil até cursos técnicos em várias áreas voltadas para indústria, a Unidade atende ainda mais de 20 municípios da região norte do estado.
A Unidade foi fundada em 2006 e desde então teve várias ampliações de sua estrutura, faz parte ainda da Unidade os núcleos integrados SESI SENAI de Barro Alto e de Goianésia.

### Ensino superior
- Universidade Estadual de Goiás (UEG) - Campus Niquelândia 
  - Diretor: Artemes Souza Lima Rocha (Currículo Lattes)
- UNOPAR Polo II (Polo Niquelândia) - Particular.

## Saúde
Em 2002 havia 19 estabelecimentos total saúde (10 públicas). Houve 4 hospitais (01 públicos), com um total de 172 leitos. Havia 45 médicos, 11 enfermeiros, 9 dentistas. A taxa de mortalidade infantil foi de 26,40 em 2000.
- Hospital Municipal Santa Efigênia
- Hospital Dona Elisa Campos
- Hospital Santa Marta
- Hospital Nossa Senhora da Abadia
- OSEGO

Saúde Pública
No ano de 2010, destaca-se na administração pública municipal uma das secretarias que conta com o maior número de servidores e colaboradores, fala-se da Secretaria Municipal de Saúde que soma a sua rede diversos estabelecimentos de atendimento públicos e privados com atendimentos através do SUS (Sistema Único de Saúde).
- Hospital e Maternidade Municipal Santa Efigênia
- Posto de Atendimento (Unidade Estratégia da Família) Jardim Atlantico II Etapa
- Posto de Atendimento (Unidade Estratégia da Família) Vila Multirão
- Posto de Atendimento (Unidade Estratégia da Família) Jardim Ipanema
- CEO (Centro de Especialidades Odontológicas)
- CRER (Centro de Reabilitação)
- NUVEN (Núcleo de Vigilância Epidemiológica)
- VISA (Vigilância Sanitária)
- Laboratório Municipal
- Osego

## Transporte
Frota de Veículos
- Automóveis e camionetas: 4.896
- Caminhões: 368
- Motociclos: 849

Aeroporto
A cidade conta com o Aeroporto de Niquelândia, que recebe aviões de carga, helicópteros e alguns outros particulares.
- Pista: 1500 metros, asfaltada e sinalizada
- Coordenadas: Latitude: -14º 26' 9" S / Longitude: -48º 29' 29" W

Transporte Coletivo
A Expresso São José do Tocantins conta com uma frota de ônibus de transporte coletivos circulando pela cidade, para o Jardim Atlântico, Vila Mutirão, Posto Barros, cobrindo as regiões sul, oeste e sudeste da cidade. A UTB (União Transporte Brasília) também possui participação no transporte coletivo, atendendo a parte norte da cidade, mais precisamente o Macedo, ressalta-se ainda a participação das duas empresas no transporte dos funcionários das empresas de mineração localizadas no município.

## Turismo
O turista encontra muitas opções de lazer, espalhadas em quase toda a sua extensão. A 28 km da cidade há a Gruta de São Bento, de rara beleza. As serras que cortam o Município propiciam o surgimento de diversas cachoeiras como a do Pai Chico, descoberta pelos bandeirantes no século XVIII. Como a região conserva ainda intactos quase 60% de sua vegetação natural, cortada por mais de cem córregos, o turista se desfruta de diversas quedas de águas de uma rica fauna e flora, com áreas de camping sem a ação depredadora do homem. O Lago de Serra da Mesa originado na barragem da Usina Hidrelétrica Serra da Mesa, com 130 km de extensão só no município de Niquelândia é outra grande atração turística, além de um imenso potencial para prática de esportes aéreos, aquáticos e terrestres e também o Balneário Bucaína no caminho para Uruaçu que é muito procurado.
No povoado de Tupiraçaba (antiga Traíras) existe uma verdadeira galeria a céu aberto, mostrando as ruínas de uma cidade que já foi importante pólo econômico do Estado e que já foi capital brasileira por 24 horas, quando o Imperador D. Pedro II por ali passou e pernoitou na cidade.
Outras atrações são as Igrejas São José e Santa Ifigênia, com os altares mais ricos do Brasil, feitos de ouro puro e o Centro Cultural, antiga Casa da Intendência, que guarda objetos, roupas, livros e máquinas antigas e as casas da Rua Direita.
Pontos turísticos
- Lago de Serra da Mesa - (o lago artificial da Usina Hidrelétrica de Serra da Mesa) é o quinto maior lago do Brasil em área alagada com 1784 km² na elevação 460 m (em relação ao nível do mar), é o primeiro em volume de água 54,4 bilhões de metros cúbicos, tem atraído expressivo investimento na área de turismo, ocupa uma área que correspondendo á 10,3% da área total do município, isto é  1.018,7 km²,[7]  e a 57,1% da área total do reservatório, que é de 1.784 km².
- Lago Azul - local para a prática do mergulho em apnéia (somente com o ar dos pulmões). Estima-se que o lago tenha mais de 300mts de profundidade, tem acesso pela GO 237, entrando pelo Balneário Bucaína, seguindo por 25Km até a sede da Fazenda da Anglo Américan, entra a direita e segue por mais 5Km (fica em propriedade particular, sendo necessário acompanhamento de condutor especializado).
- Lagoa Santa – localizado na região do Mosquito, situado a 21 km da cidade.
- Balneário Bucaína Camping Clube – situada a 37 km da cidade.
- Cachoeira do Muquém – situado na região do Muquém, fica a 48 km de Niquelândia.
- Cachoeira de São Bento – situado a 44 km de Niquelândia.
- Cachoeira do Pai Chico – a cachoeira se divide em duas quedas de água, a distancia entre elas e de 35m. Situado a 40 km da cidade.
- Gruta de São Pedro - situada a 28 km da cidade, o acesso é difícil pela região ser serrana.
- Gruta do Cocal – situado a 28 km da cidade.
- Pedra da Pinqueira – pedra bastante alta. Chama a atenção por ficar sozinha com árvores em volta e cheia de bicos. A pedra da Pinqueira tem dois salões, com distância de 400 metros entre eles. Situado a 30 km de Niquelândia.

## Cultura
Bibliotecas
- Biblioteca Municipal
- Biblioteca SESI Indústria do conhecimento

Festas tradicionais
- 20 de janeiro - São Sebastião
- Fevereiro (data movél) - Carnaval
- 19 de março - aniversário da cidade
- Maio ou abril - Festa do Torneio do Trabalhador, semana santa com apresentação da Via Sacra
- Junho - Festa do Divino Espírito Santo
- 25 de julho - Congada
- Ultima semana de julho - Festa da pecuária
- 5 a 15 de agosto - Romaria do Muquém
- 15 de setembro - Romaria da cachoeira

Eventos nacionais e internacionais
- Torneio Nacional de Pesca Esportiva Niquel Tucuna Serra da Mesa
- Rally Internacional dos Sertões - Passou por Niquelândia no dia 21 de junho de 2008 a 16ª edição do Rally Internacional dos Sertões. O trecho entre Niquelândia até Paranã, no Tocantins, foi um dos mais esperados pelos competidores, uma vez que é o de maior grau de dificuldade.

A organização no sistema hoteleiro, alimentício, de abastecimento, entre outros, foi preparada para assistir dois mil competidores, 850 veículos, grupo de apoio ao evento e às equipes, além de turistas, imprensa nacional, mundial e local, além dos espectadores. O Rally dos Sertões contou com quatro helicópteros, seis aviões e 90 camionetes.
- Festa de Nossa Senhora da Abadia do Muquém - Festa tradicional em Niquelândia que acontece no mês de agosto, começa no dia 5 e se encerra dia 16. O local nessa época é muito visitado por romeiros e chega a ter por volta 150 mil pessoas de Goiás e do Brasil, que embarracam no local até o fim da festa. Quase sempre são pessoas que vão pagar promessas e oferecer prendas pelas graças recebidas.

O seu santuário é um dos maiores do Brasil e sua romaria é uma das maiores do mundo. Acontece sempre uma missa no Morro Cruzeiro, a mais de 100 metros do chão, celebrada pelo padre Crésio Rodrigues desde 2003, onde o romeiro sobe para participar, cumprir alguma promessas e contemplar a beleza panorâmica lá de cima.
- Passeio Ciclístico - A Votorantim Metais, com o apoio da CBN Bicicletas e a equipe TDN (Trilheiros de Niquelândia), usam a diversão como forma de despertar a consciência ecológica em Niquelândia. Como forma de preservar o meio ambiente e proporcionar lazer, cerca de mil pessoas participaram do evento, saindo do Parque de Exposição Agropecuária e pedalando aproximadamente 12 quilômetros em meio a exuberante natureza da cidade. O Passeio Ciclístico já se tornou tradição em Niquelândia. No final do trajeto os ciclistas retornaram ao Parque de Exposições.

## Monumentos históricos
Igreja de Santa Ifigênia
Construída pelos escravos, por volta de 1790, foi construída pelo fato dos escravos não poderem frequentar os centros religiosos dos brancos construíram a igreja. Era mais conhecida como Irmandade dos Congos. Na época, foi construído um pequeno cômodo, junto à parede esquerda da igreja, a frente da sacristia para alojar o vigia, a fim de impedir roubos, mas também a depredação do monumento por caçadores de tesouros.
No segundo semestre de 1981, a Irmandade dos Congos, sentindo-se imponente para obter os recursos para a manutenção da casa de sua padroeira transferiu a sua administração para a paróquia, visto ser o vigário da época, Frei Francisco Kramek, bastante dinâmico e capaz de obter ajuda para sua restauração.
Estilo de arquitetura é colonial, com paredes de adobe. Sua estrutura é de aroeira e o piso de cimento batido.
Sua imagem original foi enviado para Uruaçu, por medo de roubo da capela, mas em Uruaçu a imagem foi furtada, e assim Niquelândia perdeu sua imagem de Santa Efigênia.
Outros
- Casarão Secular
- Centro Cultural Senador José Ermínio de Morais
- Igreja Matriz São José
- Praça no Traíras
- Rua Direita
- Ruínas da Igreja de Nossa Senhora da Conceição
- Ruínas da Igreja de Nossa Senhora do Rosário
- Ruínas do Cartório de Tupiraçaba